# Paul von Prittwitz

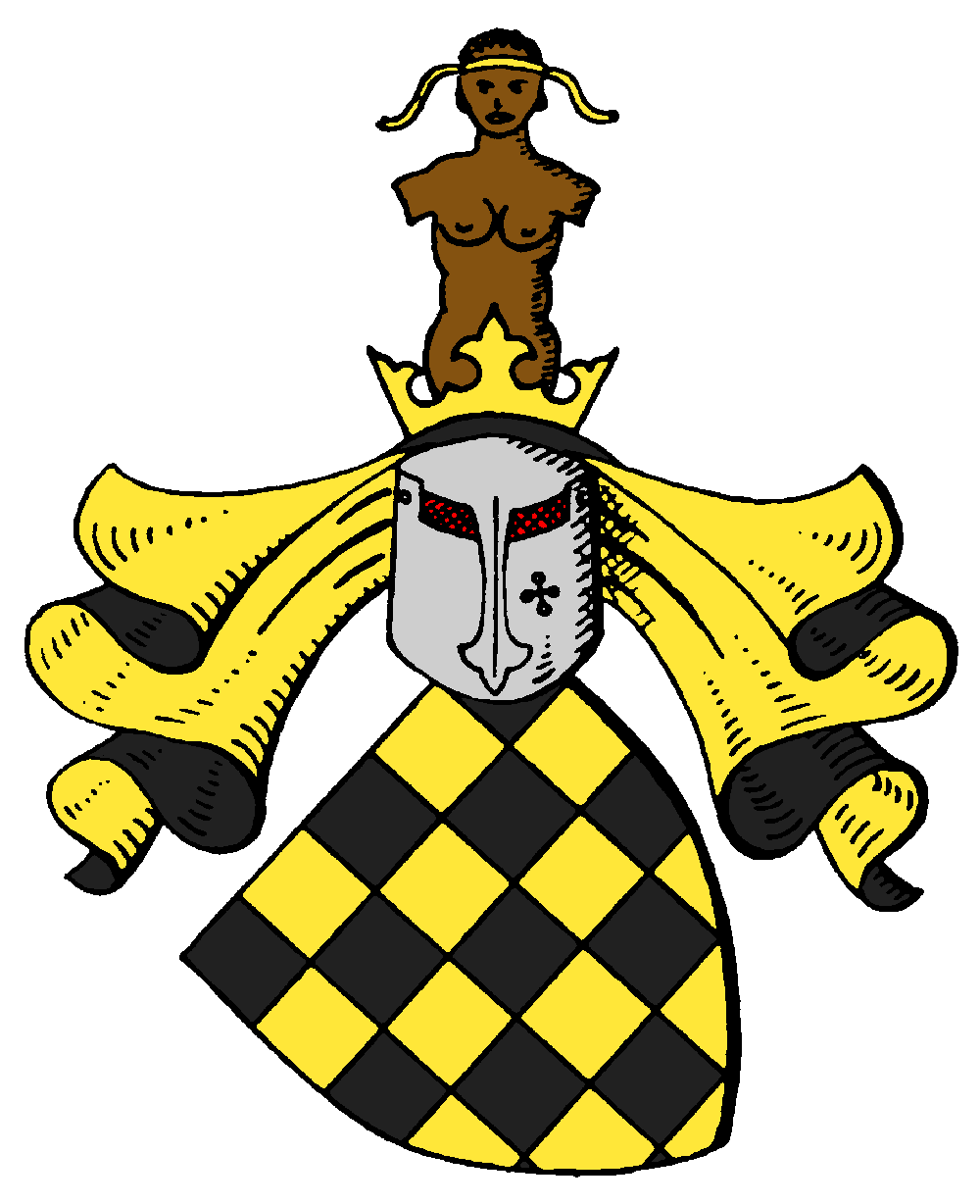
Das Wappen der Familie von Prittwitz und Gaffron

Paul von Prittwitz (* 11./22. September 1791 in Hapsal, Gouvernement Estland; † 21. Februar 1856 in Sankt Petersburg, Russland)  war kaiserlich russischer Generalleutnant und Senator.

## Familie
Prittwitz entstammte dem alten, weit verzweigten schlesischen Adelsgeschlecht von Prittwitz und war der Sohn des kaiserlich russischen Obersten Karl Friedrich von Prittwitz und der Auguste Juliane von Schwaan.
Er heiratete in erster Ehe am 8. März 1822 in St. Petersburg Anna Gardinin († 1830 in St. Petersburg), aus russischem Adel, die Tochter des Gutsbesitzers Demetrius Gardinin. Der Ehe entstammt die Tochter Anna (* 1823).
Nach deren Tod heiratete Prittwitz in zweiter Ehe am 26. November 1834 in St. Petersburg Natalie Schalachnikow (* 4. Oktober 1816 in Odessa; † 27. Oktober 1901 in Bjelyj Kljutsch, Kr. Bugulma, Gouvernement Samara), aus russischem Adel, die Tochter des kaiserlich russischen Generalleutnants Nikolai Schalachnikow und der Maria Lindfors. Das Paar hatte zwei Kinder; die Tochter Natalie (* 1852) und den Sohn Nikolaus (* 1835).
Er war der ältere Bruder des kaiserlich russischen Generalmajors Friedrich Karl von Prittwitz.

## Militärischer Werdegang
Prittwitz war Generalstabsoffizier der russischen Armee in den Befreiungskriegen 1812-1815 und im Feldzug gegen Polen (Winter 1830).
1831 wurde er zum Generalmajor befördert. Zu dieser Zeit war er Direktor des Kadetten-Korps in Orjol und Vize-Direktor aller Militär-Ansiedlungen. Durch harte Sparmaßnahmen erwarb er sich die Gunst des Zaren Nikolaus I.
Im Jahr 1844 wurde er Generalleutnant und 1850 erhielt er die Würde eines Senators.

## Orden und Ehrenzeichen
- Pour le Mérite (1813)
- Kreuz der Ehrenlegion (1813)
- Russischer Weißer Adlerorden
- und andere russische Orden